# Homme de Pinza-Abu
L'Homme de Pinza Abu (ピンザアブ洞人, Pinza Abu Dōjin) est le nom donné à des ossements fossiles d'Homme moderne trouvés sur le site de Pinza Abu, dans l'ile de Miyako, dans le sud de l'archipel des Ryūkyū, au Japon. Ces fossiles ont été datés d'environ 26 300 ans avant le présent (AP).

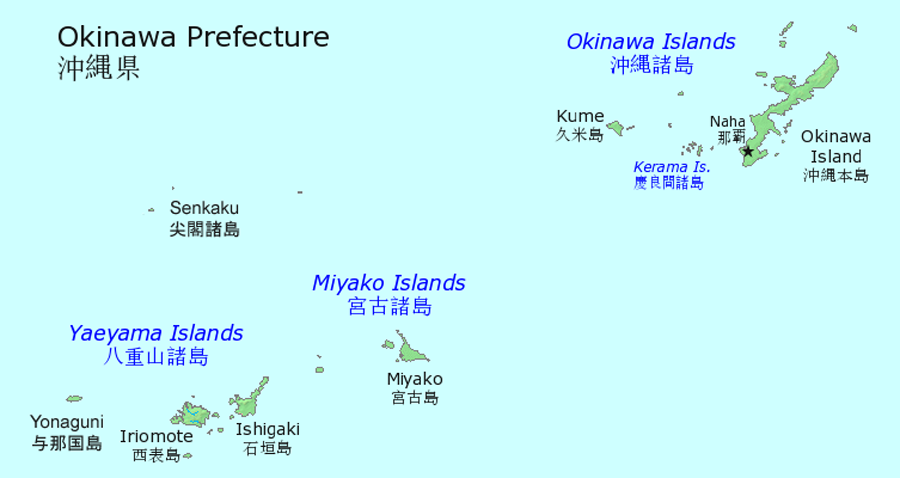
Archipel Sakishima et ile d'Okinawa

## Situation
Le site de Pinza Abu est situé près du village d'Ueno, dans l'ile et municipalité de Miyako, dans l'archipel Sakishima, dans la préfecture d'Okinawa. Dans le dialecte Miyako, Pinza signifie « chèvre », Abu signifie « grotte » et Pinza Abu signifie donc « grotte de la Chèvre ».

## Historique
En 1974, des chercheurs de l'université d’Ehime ont réalisé des sondages exploratoires qui ont permis de reconnaitre le potentiel de la grotte de Pinza.
De 1979 à 1989, cinq campagnes de fouilles ont été menées dans la grotte de Pinza. En aout 1979, les premiers fragments d’os occipitaux humains ont été découverts avec un grand nombre d'os d’animaux fossiles par Itsuro Oshiro (Musée préfectoral d'Okinawa), Yoshio Aragaki et leur équipe. Les campagnes suivantes ont permis de collecter d'autres fossiles humains et animaux.
En 1981, la grotte de Pinza a été désignée site historique du Japon.

## Datation
La datation au carbone 14 des ossements humains a donné environ 26 300 ans AP, ce qui les place entre l'Homme de Yamashita et l'Homme de Minatogawa.
On a trouvé des os de cerfs et de sangliers dans plusieurs couches, datées entre 30 000 et 15 000 ans AP. La couche supérieure, qui est aussi la plus récente, ne possédait que des os de sangliers. Ces deux espèces, ainsi que plusieurs autres espèces de mammifères qui ont existé sur l'île de Miyako, sont aujourd'hui éteintes.

## Morphologie

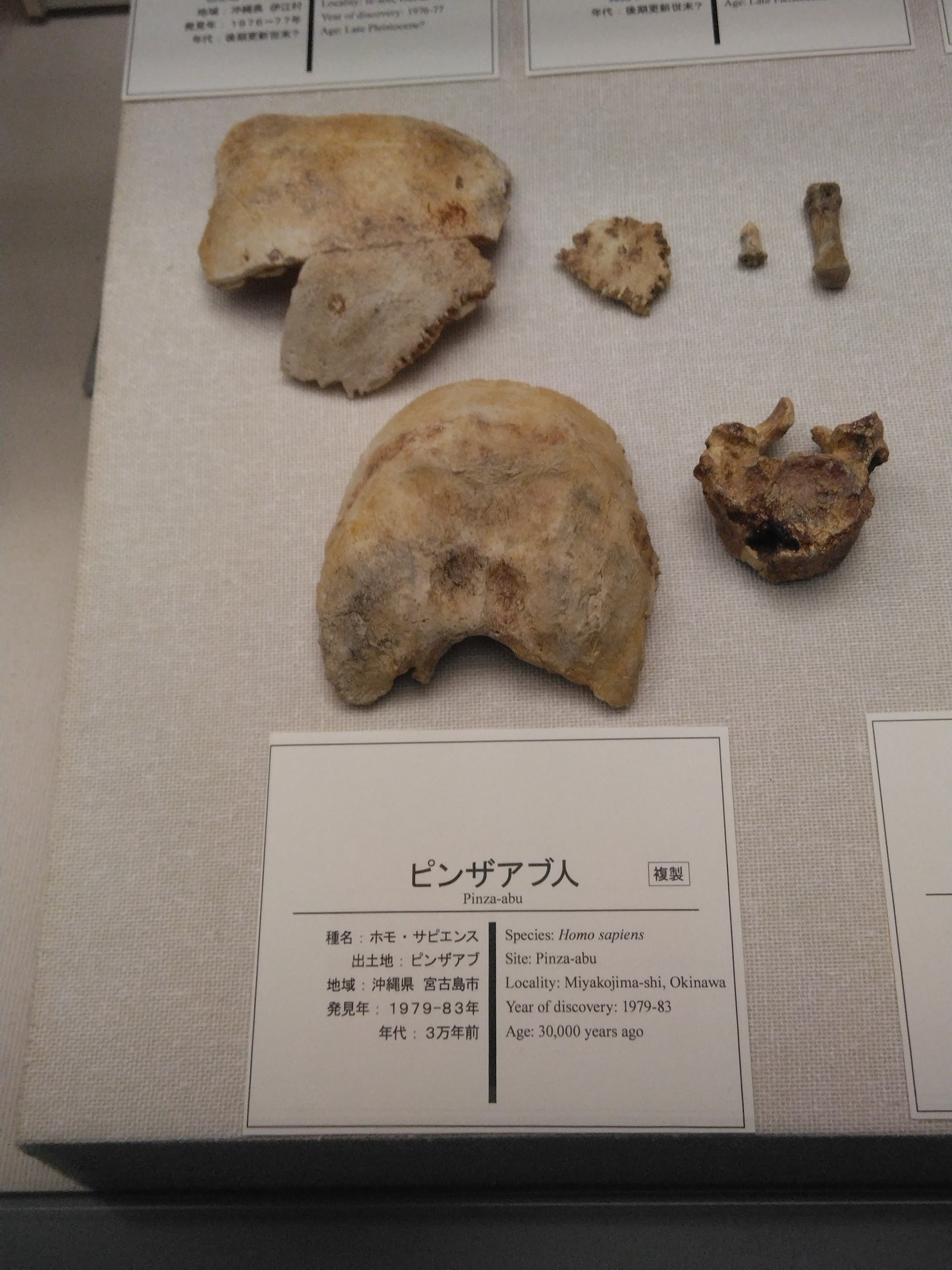
Os de l'Homme de Pinza-Abu

Les ossements humains trouvés sont représentatifs d'au moins trois individus, un homme et une femme d’âge moyen et un enfant. Ils ont été mesurés et comparés à ceux des Japonais contemporains et à ceux de l'Homme de Minatogawa. L'os occipital et les os voisins ont été reconstruits à partir de quelques fragments trouvés pour créer un squama occipitalis presque complet. L'écaille occipitale possède en particulier des formes prononcées dans les arcs sagittaux par rapport à celle des Japonais contemporains. L'os pariétal droit a été trouvé en grande partie intact, avec seulement des fragments mineurs manquants. La dimension sagittale et celle d'une vertèbre isolée sont plus faibles que chez les Japonais modernes. On retrouve ces caractéristiques chez l'Homme de Minatogawa.
Comme le montrent les mesures, certaines des caractéristiques physiques archaïques de l'Homme de Pinza Abu sont partagées par l'Homme de Minatogawa, ce qui peut suggérer une origine commune. Les deux groupes ont vécu dans les îles Ryūkyū. Certains chercheurs ont aussi rapproché l'Homme de Pinza Abu de l'Homme de Wajak, trouvé à Java, en Indonésie, et nettement plus récent.

## Analyse
L'ile de Miyako ne possédait pas de grands mammifères ; aussi la chasse est-elle censée s'être fait individuellement ou en très petits groupes. Cela a conduit certains chercheurs à penser que les populations de Pinza Abu vivaient principalement dans de petits groupes familiaux.
L'Homme de Pinza Abu n'a probablement pas de liens avec les habitants actuels de l'ile de Miyako, qui sont issus d'un mélange entre des Austronésiens arrivés au Néolithique et des Japonais arrivés à l'époque moderne.